# ماهی حلوای لیمویی جنوبی
ماهی حلوای لیمویی جنوبی (نام علمی: Pelotretis flavilatus) نام یک گونه از راسته کفشک‌ماهی است.